# Ch-35 Uran
Zwiezda Ch-35 Uran (kod NATO SS-N-25 Switchblade) – radziecki pocisk przeciwokrętowy, odpowiednik amerykańskiego pocisku Harpoon (z powodu podobieństwa do tego pocisku zwany także Harpoonski).

## Historia
Pocisk Ch-35 powstał jako uzbrojenie okrętowe. Prace nad nim rozpoczęto w 1978 roku. Poprzednie radzieckie pociski przeciwokrętowe przenosiły ciężkie głowice bojowe, które były zdolne do niszczenia dużych okrętów nawodnych państw NATO, w tym lotniskowców, lecz ujemną stroną były ich duże rozmiary i masa. Przez to, przenosiły je tylko niektóre z dużych okrętów, przeznaczone do zadań uderzeniowych, a kutry rakietowe mogły przenosić najwyżej cztery pociski rodziny P-15. W odróżnieniu od nich, na zachodzie konstruowano pociski mniejszych rozmiarów, zunifikowane z pociskami lotniczymi, jak Harpoon i Exocet, które mogły być przenoszone przez okręty różnych klas i w większej liczbie, zwiększającej prawdopodobieństwo skutecznego ataku. Mimo lżejszych głowic, były wystarczające do walki z większością celów nawodnych, a zwłaszcza siłami lekkimi. Również w ZSRR dostrzeżono pożytek z posiadania lżejszych pocisków, czego efektem było rozpoczęcie prac nad pociskiem Uran w biurze Zwiezda w . Prace nad nim zintensyfikowano po doświadczeniach wojny o Falklandy, a ich formalną podstawą stało się postanowienie władz z 16 marca 1983 roku. Wstępny projekt przedstawiono w 1984 roku. Pierwsze starty miały miejsce już w listopadzie 1983 roku, ale próby i rozwój konstrukcji następnie znacznie się przedłużały. Przy testach wykorzystywano przebudowany kuter rakietowy projektu 206 R-44. W 1992 roku, już po rozpadzie ZSRR, dopracowano głowicę samonaprowadzania, ale dalsze prace utrudniło wstrzymanie finansowania przez budżet w związku z problemami gospodarczymi Rosji w latach 1992-97. Rakietę w tym czasie zaoferowano na eksport jako Uran-E i pomoc w dokończeniu jej rozwoju przyszła ze strony zainteresowanych nią Indii. Próby państwowe pocisku prowadzono w latach 1999–2003, a przyjęto go na uzbrojenie w 2004 roku.
Pociski Ch-35 są między innymi uzbrojeniem korwet projektu 1241.8, niszczycieli typu Delhi oraz fregat projektu 1154. Miały także stać się uzbrojeniem polskich okrętów rakietowych projektu 660, ale po rozpadzie Układu Warszawskiego z zakupu rakiet tego typu zrezygnowano. Wersja lotnicza Ch-35U jest przenoszona przez większość samolotów morskiego lotnictwa taktycznego Rosji, a także samoloty ZOP Tu-142 i śmigłowce Ka-52.
Rakieta Uran ma klasyczny układ aerodynamiczny, składane skrzydła i stery. Napędzana jest silnikiem turboodrzutowym. Układ naprowadzania kombinowany, w początkowej fazie lotu stosowany jest inercyjny układ nawigacyjny, w końcowej aktywne naprowadzanie radarowe.